# Theta Eridani
Theta Eridani (θ Eri) – gwiazda w gwiazdozbiorze Erydanu, znajdująca się w odległości około 161 lat świetlnych od Słońca.

## Nazwa
Tradycyjna nazwa gwiazdy, Acamar, wywodzi się od arabskiego ‏آخر النهر‎ Al Ahir al Nahr „koniec rzeki”, co nawiązuje do wyobrażenia gwiazdozbioru jako rzeki. To samo znaczenie ma nazwa Achernar, odnosząca się do gwiazdy współcześnie wyznaczającej koniec gwiezdnego wizerunku rzeki. Nazwa ta ma wiele wariantów, ale forma Acamar odnosi się tylko do thety Erydanu; w takiej formie została zapisana w Tablicach alfonsyńskich. Jaśniejszy Achernar znajduje się zbyt daleko na południowym niebie, aby być widocznym z Grecji, więc dla starożytnych Greków rzeka Erydan kończyła się na Acamarze. Międzynarodowa Unia Astronomiczna w 2016 roku formalnie zatwierdziła użycie nazwy Acamar dla określenia jaśniejszego składnika tej gwiazdy.

## Charakterystyka
Jest to gwiazda podwójna, której składnikami są białe gwiazdy typu widmowego A. Na niebie dzieli je odległość 8,3 sekundy kątowej, co czyni tę parę atrakcyjnym celem dla astronomów-amatorów. Jaśniejszy składnik jest olbrzymem (i może być w rzeczywistości gwiazdą podwójną), mniej jasny – gwiazdą ciągu głównego. Olbrzym względnie niedawno opuścił ciąg główny i stopniowo przekształca się w czerwonego olbrzyma. Jego towarzysz ma mniejszą masę i nie zakończył jeszcze syntezy wodoru w hel w jądrze, ale z czasem również zmieni się w olbrzyma. W przyszłości obie gwiazdy odrzucą otoczki i staną się białymi karłami.